# Megáli Khóra
Megáli Khóra (Megali Chora) är en ort i Grekland.   Den ligger i prefekturen Nomós Aitolías kai Akarnanías och regionen Västra Grekland, i den centrala delen av landet, 220 km väster om huvudstaden Aten. Megáli Khóra ligger 75 meter över havet och antalet invånare är 1 408.
Terrängen runt Megáli Khóra är platt åt sydväst, men åt nordost är den kuperad. Runt Megáli Khóra är det ganska tätbefolkat, med 86 invånare per kvadratkilometer. Närmaste större samhälle är Agrínio, 4,1 km sydost om Megáli Khóra. Trakten runt Megáli Khóra består till största delen av jordbruksmark.